# Dai Vernon
Pour les articles homonymes, voir Vernon.
David Frederick Wingfield Verner (né le 11 juin 1894 à Ottawa, en Ontario et mort le 21 août 1992 à Hollywood) est un prestidigitateur canadien dont  le nom de magicien, Dai Vernon, lui aurait été attribué par un journaliste ayant mal orthographié son nom au moment de la rédaction de son article.[réf. nécessaire]

## Biographie
Dai Vernon est également appelé dans la communauté des magiciens « The Professor ». En effet, il a pour ainsi dire révolutionné la magie rapprochée, et a laissé son empreinte dans la façon d'aborder la prestidigitation. Sa grande spécialité était la cartomagie, mais cela ne l'empêchait pas de pratiquer beaucoup d'autres formes de magie avec succès (pièces, notamment). Il est un des responsables de la montée de l'intérêt pour les cartes de marque « Jerry's Nugget » et fut le premier à les utiliser régulièrement. De grands noms de la magie actuelle ont appris avec Vernon (Michael Ammar, Bruce Cervon, John Carney, Larry Jennings, Ricky Jay, Richard Turner, Charlie Miller, Nate Leipzig). Il était un des résidents les plus remarqués de l'hôtel « The Magic Castle (en) », à Los Angeles, où des magiciens du monde entier venaient le rencontrer et apprendre de lui.
À Houdini, qui affirmait pouvoir comprendre n'importe quel tour de prestidigitation s'il le voyait exécuté trois fois, Dai Vernon présenta un tour sept ou huit fois, et Houdini dut s'avouer vaincu. Vernon en profita pour ajouter dans ses publicités : The Man Who Fooled Houdini (« l’homme qui a trompé Houdini »).
Il meurt à l'âge de 98 ans, le 21 août 1992 à Hollywood. Il dira à la fin de sa vie : « Je n'ai qu'un regret, celui de n'avoir pu consacrer les quatre premières années de ma vie à la magie »[réf. nécessaire].

## Ouvrages
- Dai Vernon's Book of Magic (Livre de Magie de Dai Vernon)
- Inner Secrets of Card Magic  (Secrets Intimes de la Magie des Cartes)
- More Inner Secrets of Card Magic (D'autres Secrets Intimes de la Magie des Cartes)
- Further Inner Secrets of Card Magic (Davantage de Secrets Intimes de la Magie des Cartes)
- Ultimate Secrets of Card Magic (Les Ultimes Secrets de la Magie de Cartes)
- Dai Vernon's Tribute to Nate Leipzig (Hommage de Dai Vernon a Nate Leipzig)
- Malini & His Magic (Malini et Sa Magie)
- The Dai Vernon Essential (Collected Work) (L'essentiel de Dai Vernon)
- The Symphony of the Rings (La Symphonie des Anneaux)
- Early Vernon (Les Débuts de Vernon)